# Middleburg, Pennsylvania
Middleburg är administrativ huvudort i Snyder County i delstaten Pennsylvania. Enligt 2010 års folkräkning hade Middleburg 1 309 invånare.